# Spilogona spinipes
Spilogona spinipes este o specie de muște din genul Spilogona, familia Muscidae, descrisă de Jacques-Marie-Frangile Bigot în anul 1885. Conform Catalogue of Life specia Spilogona spinipes nu are subspecii cunoscute.